# Voluptas

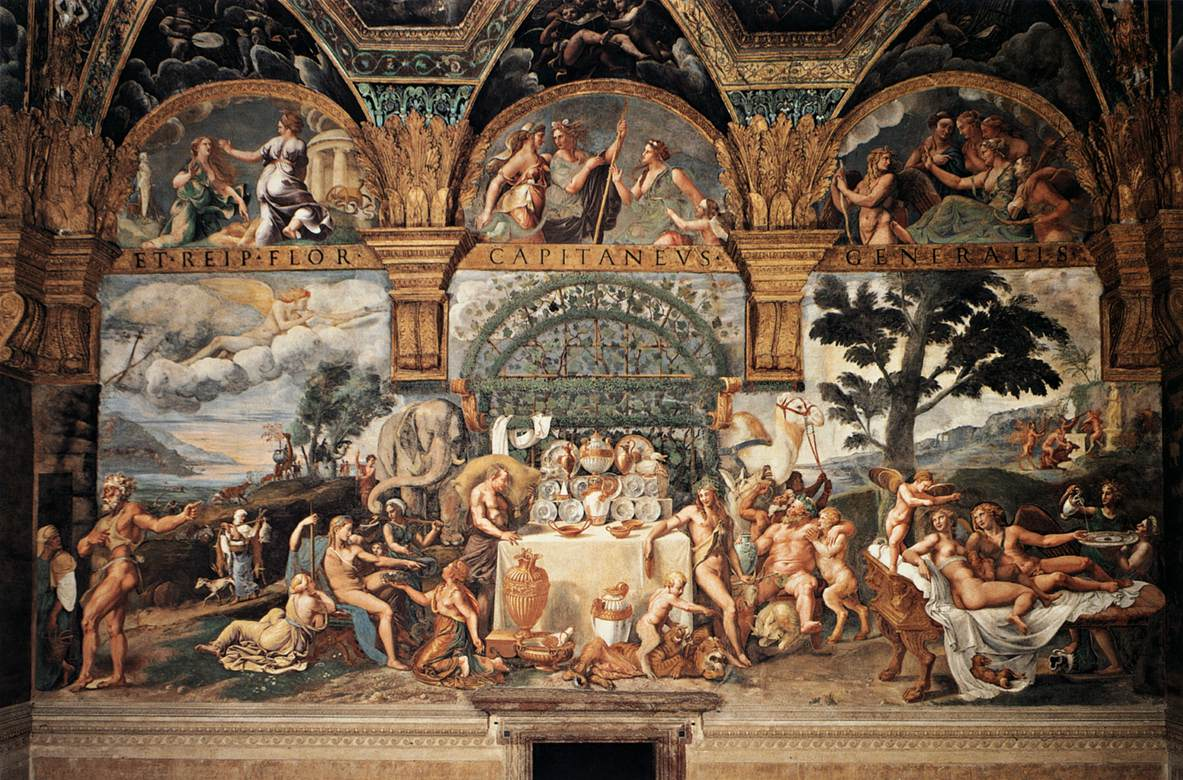
Giulio Romano: Hostina Amora a Psyché, úplně vpravo Voluptas se svými rodiči, Cupidem a Psyché (1565)

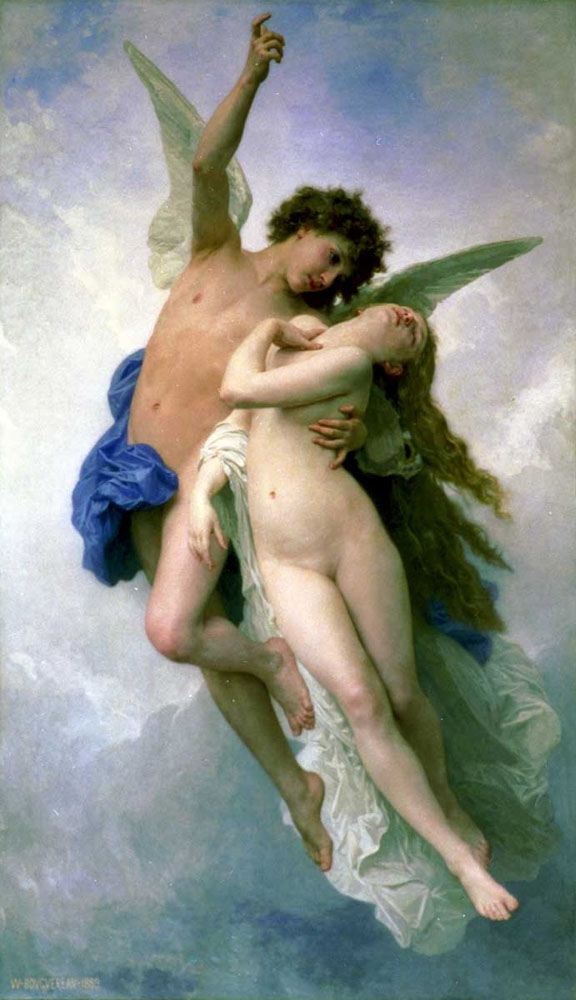
William-Adolphe Bouguereau: Psyché a Amor

Voluptas nebo Volupta je v římské mytologii podle Apuleia dcera Cupida a Psyché.  Je často ve společnosti s Gráciemi. Je známá jako bohyně „smyslných potěšení“, rozkoše znamená „potěšení, rozkoš“ .   
Někteří římští autoři     zmiňují bohyni jménem Volupia. Ta měla chrám Sacellum Volupiae na Via Nova u Porta Romana, kde se oběti přinášely božské Angeroně. 
Odpovídající bohyně v řecké mytologii je Hedoné.